# Welfenstadt

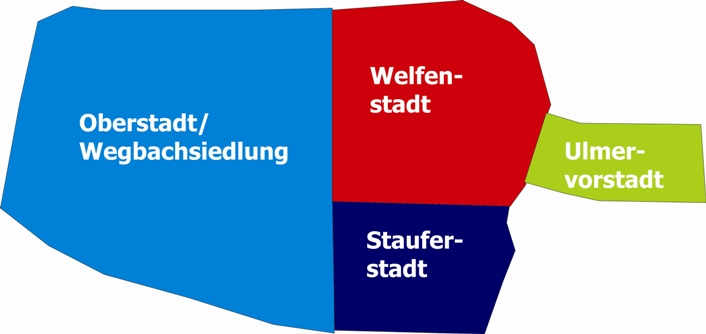
Die Altmemminger Stadtteile

Die Welfenstadt ist der älteste Teil der oberschwäbischen Stadt Memmingen und Teil des unter Denkmalschutz stehenden Ensembles Altstadt Memmingen.
Die Welfenstadt war von einer Mauer mit vier Toren umgeben. Von dieser ältesten Mauer bestehen noch Reste hinter dem Rathaus und der Elefantenapotheke. Von den Toren ist nur das Westertor erhalten. Die größten Profanbauten der Reichsstadtzeit befinden sich in der alten Welfenstadt, so das im Mittelalter bedeutende Antonierkloster, die St.-Martins-Kirche und das Rathaus.

## Geschichte
Man vermutet, dass der welfische Königshof bereits im 6. bis 8. Jahrhundert im Bereich der Welfenstadt stand. Um diesen siedelten sich die ersten Bewohner, darunter viele Ministeriale des schwäbischen Herrschergeschlechts der Welfen an. Die ersten Befestigungsanlagen lassen sich bereits für die Zeit vor 1000 nachweisen. Steinerne Mauern sind aus den Jahren um 1170 gesichert. Mit dem Aussterben der Welfen mit Welf VI. ging die alte Welfenstadt an die Staufer über. Der Marktplatz, der früher bebaut war, wurde im 13. Jahrhundert zum zentralen Handelsplatz ausgebaut; die Häuser in der Mitte wurden abgebrochen. (Notgrabungen auf dem Marktplatz im Jahr 1990 brachten diese Funde zu Tage.) Nachdem die Stadt im 15. Jahrhundert ihre volle Größe erreicht hatte und fast alle Handwerker- und Bauernhäuser in die anderen Stadtteile verlagert worden waren, bildete sich rund um den Marktplatz das politische Zentrum der Stadt. Die Patrizier und reichen Handelskaufleute ließen sich nach und nach in der alten Welfenstadt nieder, so dass dort auch die größten Profanbauten entstanden. Der Bereich um die größte Kirche der Stadt, die St.-Martins-Kirche, entwickelte sich zum geistigen Zentrum der Stadt. Das historische Wachterhaus wurde in den 1970er Jahren durch einen Neubau ersetzt. Das gesamte Areal hinter dem Fuggerbau am Schweizerberg bis zur Zangmeisterstraße ist von geistlichen Bauten gekennzeichnet. Die Welfenstadt war und ist das politische Zentrum der Stadt.

## Heutige Straßen der alten Welfenstadt
Die alte Welfenstadt umfasste die heutigen Straßen Antoniergasse, Apothekengasse, Bauerntanzgasse, Buchdruckergasse, Bärengasse, Eichhausgasse, Furtgasse, Hermansgasse, Herrenstraße, Kalchstraße (bis Ratzengraben), Kramerstraße (bis zum Weinmarkt), Kühgasse, Marktplatz, Martin-Luther-Platz, Pfaffengasse, Ratzengraben, Roßmarkt, Schlossergasse, Schweizerberg, Seelhausgasse, Traubengasse, Ulmer Straße (ehemaliger Fischmarkt), Untere Bachgasse, Weinmarkt, Zangmeisterstraße und Zwinggasse.